# Anemone tamarae
Anemone tamarae là một loài thực vật có hoa trong họ Mao lương. Loài này được Kharkev. mô tả khoa học đầu tiên năm 1981.